# Ivana Jirešová
Ivana Jirešová (* 15. července 1976 Písek) je česká televizní a divadelní herečka a zpěvačka. Proslavila se rolí Lucie Váchové (později Hruškové a Vágnerové) v televizním seriálu Ordinace v růžové zahradě. Pracovala rovněž jako redaktorka magazínu Harper's Bazaar. Na Pražské konzervatoři vystudovala obor hudebně-dramatický. V roce 2024 se účastnila souteže Survivor Česko & Slovensko, kde se umístila na 15. místě.
Je rozvedená, z manželství s novinářem Ondřejem Höppnerem má dceru Sofii Friedu (* 2004).

## Divadelní role (výběr)
- 2003 Karel Steigerwald, Vladimír Morávek, Michal Pavlíček, Vlastimil Třešňák: Excalibur, Morgana (v alternaci s Lucií Vondráčkovou, Lucií Bílou a Michaelou Zemánkovou), Divadlo Ta Fantastika, režie Vladimír Morávek
- 2007 Noël Coward: Líbánky aneb láska ať jde k čertu, Sibyla Chaseová (v alternaci s Klárou Issovou), Divadlo Palace, režie Petr Hruška
- 2009 Paul Pörtner: Splašené nůžky, Barbara Marková, Divadlo Kalich, režie Petr Novotný
- 2009 Woody Allen, Jürgen Fischer: Sex noci svatojánské, Ariel, Divadlo pod Palmovkou, režie Petr Svojtka
- 2011 Libor Vaculík, Lou Fanánek Hagen, Michal David: Kat Mydlář, Bětuška (v alternaci s Luďkou Kuralovou a Markétou Procházkovou), Divadlo Broadway, režie Libor Vaculík
- 2013 Zuzana Offenbartl Dovalová: Nezemřela jsem... ze života Evy Olmerové, Aida (v alternaci s Michaelou Zemánkovou a Veronikou Bošjakovou), NaDřeň production, režie Zuzana Offenbartl Dovalová a Yvona Balašová
- 2015 Radek Balaš: Mýdlový princ, Nikol (v alternaci s Malvínou Pachlovou) či Zuzana (v alternaci s Terezou Kostkovou a Jitkou Schneiderovou), Divadlo Broadway, režie Radek Balaš
- 2015 Michael Stewart, Jerry Herman: Hello, Dolly, Dolly Leviová (v alternaci s Zuzanou Krištofovou-Kolářovou), Divadlo Josefa Kajetána Tyla, režie Tomáš Juřička
- 2016 Tracy Letts: Zabiják Joe, Sharla, Divadlo Kalich, režie Petr Svojtka

## Filmografie
| Rok  | Název                           | Role       | Poznámky                                |
| ---- | ------------------------------- | ---------- | --------------------------------------- |
| 1993 | Navštívení                      | Múza       | televizní film                          |
| 2000 | Přízraky mezi námi              | Sieglová   | televizní seriál                        |
| 2005 | Ordinace v růžové zahradě       | Lucie      | televizní seriál, jedna z hlavních rolí |
| 2012 | Kriminálka Anděl                |            | televizní seriál                        |
| 2015 | Vinaři                          | Kladeňačka | televizní seriál                        |
| 2015 | Policie Modrava                 | Erika      | televizní seriál                        |
| 2016 | Tvoje tvář má známý hlas        | sama sebe  | televizní pořad, hostující porotce      |
| 2016 | Máme rádi Česko                 | sama sebe  | televizní soutěž                        |
| 2024 | Survivor Česko & Slovensko 2024 | sama sebe  | reality show                            |
| 2024 | Kdo se ptá?                     | sama sebe  | televizní soutěž                        |

## Audioknihy
- 2012 – Brusinky
- 2017 – Ví o tobě, Sarrah Pinborough, Audiotéka